# Campionati europei di atletica leggera indoor 1996
I XXIV campionati europei di atletica leggera indoor si sono svolti a Stoccolma, in Svezia, presso il Globen, dall'8 al 10 marzo 1996. 

## Nazioni partecipanti
Tra parentesi, il numero di atleti partecipanti per nazione.
- Albania (1)
- Andorra (1)
- Armenia (2)
- Austria (9)
- Belgio (7)
- Bielorussia (9)
- Bosnia ed Erzegovina (1)
- Bulgaria (15)
- Rep. Ceca (18)
- Cipro (5)
- Croazia (3)
- Danimarca (4)
- Estonia (8)
- Finlandia (7)
- Francia (37)

- Georgia (1)
- Germania (33)
- Grecia (24)
- Irlanda (12)
- Islanda (4)
- Israele (3)
- Italia (23)
- Jugoslavia (4)
- Lettonia (8)
- Lituania (4)
- Macedonia (2)
- Malta (2)
- Moldavia (5)
- Norvegia (8)
- Paesi Bassi (6)

- Polonia (12)
- Portogallo (7)
- Regno Unito (25)
- Romania (18)
- Russia (33)
- San Marino (1)
- Slovacchia (2)
- Slovenia (11)
- Spagna (28)
- Svezia (23)
- Svizzera (8)
- Turchia (7)
- Ucraina (15)
- Ungheria (7)

## Risultati

### Uomini
| Specialità | Oro               | Risultato | Argento              | Risultato | Bronzo                | Risultato |
| Corse piane |                   |           |                      |           |                       |           |
| 60 metri (dettagli) | Marc Blume        | 6"62      | Jason John           | 6"64      | Peter Karlsson        | 6"64      |
| 200 metri (dettagli) | Erik Wijmeersch   | 21"04     | Alexis Alexopoulos   | 21"05     | Torbjörn Eriksson     | 21"07     |
| 400 metri (dettagli) | Du'aine Ladejo    | 46"12     | Pierre-Marie Hilaire | 46"82     | Ashraf Saber          | 46"86     |
| 800 metri (dettagli) | Roberto Parra     | 1'47"74   | Giuseppe D'Urso      | 1'48"04   | Wojciech Kałdowski    | 1'48"40   |
| 1500 metri (dettagli) | Mateo Cañellas    | 3'44"50   | Anthony Whiteman     | 3'44"78   | Abdelkader Chékhémani | 3'45"96   |
| 3000 metri (dettagli) | Anacleto Jiménez  | 7'50"06   | Christophe Impens    | 7'50"19   | Panayotis Papoulias   | 7'50"80   |
| Corse a ostacoli |                   |           |                      |           |                       |           |
| 60 metri ostacoli (dettagli) | Igors Kazanovs    | 7"59      | Guntis Peders        | 7"65      | Jonathan Nsenga       | 7"66      |
| Salti |                   |           |                      |           |                       |           |
| Salto in alto (dettagli) | Dragutin Topić    | 2,35 m    | Leonid Pumalainen    | 2,33 m    | Steinar Hoen          | 2,31 m    |
| Salto con l'asta (dettagli) | Dmitriy Markov    | 5,85 m    | Viktor Chistyakov    | 5,80 m    | Pëtr Bоčkаrëv         | 5,80 m    |
| Salto in lungo (dettagli) | Mattias Sunneborn | 8,06 m    | Bogdan Tarus         | 8,03 m    | Spyros Vasdekis       | 8,03 m    |
| Salto triplo (dettagli) | Māris Bružiks     | 16,97 m   | Francis Agyepong     | 16,93 m   | Armen Martirosyan     | 16,74 m   |
| Lanci |                   |           |                      |           |                       |           |
| Getto del peso (dettagli) | Paolo Dal Soglio  | 20,50 m   | Dirk Urban           | 20,04 m   | Oliver-Sven Buder     | 19,91 m   |
| Prove multiple |                   |           |                      |           |                       |           |
| Eptathlon (dettagli) | Erki Nool         | 6.188 p.  | Tomáš Dvořák         | 6.114 p.  | Jón Arnar Magnússon   | 6.069 p.  |
| record mondiale; record mondiale stagionale; record europeo; record europeo stagionale; record dei campionati; record nazionale; record personale; record personale stagionale. |                   |           |                      |           |                       |           |

### Donne
| Specialità | Oro                  | Risultato | Argento                | Risultato | Bronzo              | Risultato |
| Corse piane |                      |           |                        |           |                     |           |
| 60 metri (dettagli) | Ekateríni Thánou     | 7"15      | Odiah Sidibé           | 7"15      | Jerneja Perc        | 7"28      |
| 200 metri (dettagli) | Sandra Myers         | 23"15     | Erika Suchovská        | 23"16     | Zlatka Georgieva    | 23"40     |
| 400 metri (dettagli) | Grit Breuer          | 50"81     | Olga Kotlyarova        | 51"70     | Tatyana Chebykina   | 51"71     |
| 800 metri (dettagli) | Patricia Djaté       | 2'01"71   | Stella Jongmans        | 2'01"88   | Svetlana Masterkova | 2'02"61   |
| 1500 metri (dettagli) | Carla Sacramento     | 4'08"95   | Yekaterina Podkopayeva | 4'09"65   | Małgorzata Rydz     | 4'10"50   |
| 3000 metri (dettagli) | Fernanda Ribeiro     | 8'39"48   | Sara Wedlund           | 8'50"32   | Marta Domínguez     | 8'53"34   |
| Corse a ostacoli |                      |           |                        |           |                     |           |
| 60 metri ostacoli (dettagli) | Patricia Girard-Léno | 7"89      | Brigita Bukovec        | 7"90      | Monique Tourret     | 8"09      |
| Salti |                      |           |                        |           |                     |           |
| Salto in alto (dettagli) | Alina Astafei        | 1,98 m    | Nikī Bakogiannī        | 1,96 m    | Olga Bolsova        | 1,94 m    |
| Salto con l'asta (dettagli) | Vala Flosadóttir     | 4,16 m    | Christine Adams        | 4,05 m    | Gabriela Mihalcea   | 4,05 m    |
| Salto in lungo (dettagli) | Renata Nielsen       | 6,76 m    | Yelena Sinchukova      | 6,75 m    | Claudia Gerhardt    | 6,74 m    |
| Salto triplo (dettagli) | Iva Prandzheva       | 14,54 m   | Šárka Kašpárková       | 14,50 m   | Ólga Vasdéki        | 14,30 m   |
| Lanci |                      |           |                        |           |                     |           |
| Getto del peso (dettagli) | Astrid Kumbernuss    | 19,79 m   | Irina Khudoroshkina    | 19,07 m   | Valentyna Fedjušyna | 18,90 m   |
| Prove multiple |                      |           |                        |           |                     |           |
| Pentathlon (dettagli) | Yelena Lebedenko     | 4.685 p.  | Urszula Włodarczyk     | 4.597 p.  | Irina Vostrikova    | 4.545 p.  |
| record mondiale; record mondiale stagionale; record europeo; record europeo stagionale; record dei campionati; record nazionale; record personale; record personale stagionale. |                      |           |                        |           |                     |           |

## Medagliere
Legenda
     Paese ospitante
| Posizione | Paese       | Oro | Argento | Bronzo | Totale |
| --------- | ----------- | --- | ------- | ------ | ------ |
| 1         | Germania    | 4   | 2       | 2      | 8      |
| 2         | Spagna      | 4   | 0       | 1      | 5      |
| 3         | Francia     | 2   | 2       | 2      | 6      |
| 4         | Lettonia    | 2   | 1       | 0      | 3      |
| 5         | Portogallo  | 2   | 0       | 0      | 2      |
| 6         | Russia      | 1   | 6       | 4      | 11     |
| 7         | Regno Unito | 1   | 3       | 0      | 4      |
| 8         | Grecia      | 1   | 2       | 3      | 6      |
| 9         | Svezia      | 1   | 1       | 2      | 4      |
| 10        | Belgio      | 1   | 1       | 1      | 3      |
| 10        | Italia      | 1   | 1       | 1      | 3      |
| 12        | Bulgaria    | 1   | 0       | 1      | 2      |
| 12        | Islanda     | 1   | 0       | 1      | 2      |
| 14        | Bielorussia | 1   | 0       | 0      | 1      |
| 14        | Danimarca   | 1   | 0       | 0      | 1      |
| 14        | Estonia     | 1   | 0       | 0      | 1      |
| 14        | Jugoslavia  | 1   | 0       | 0      | 1      |
| 18        | Rep. Ceca   | 0   | 3       | 0      | 3      |
| 19        | Polonia     | 0   | 1       | 2      | 3      |
| 21        | Romania     | 0   | 1       | 1      | 2      |
| 21        | Slovenia    | 0   | 1       | 1      | 2      |
| 22        | Paesi Bassi | 0   | 1       | 0      | 1      |
| 23        | Armenia     | 0   | 0       | 1      | 1      |
| 23        | Moldavia    | 0   | 0       | 1      | 1      |
| 23        | Norvegia    | 0   | 0       | 1      | 1      |
| 23        | Ucraina     | 0   | 0       | 1      | 1      |
| Totale    | Totale      | 26  | 26      | 26     | 78     |